# Hafen Torgau
Der Hafen Torgau ist ein Hafen an der Elbe im Norden der Großen Kreisstadt Torgau. Er wird von der Sächsische Binnenhäfen Oberelbe GmbH betrieben. Innerhalb dieses Verbunds ist Torgau auf Holz als Fracht spezialisiert.

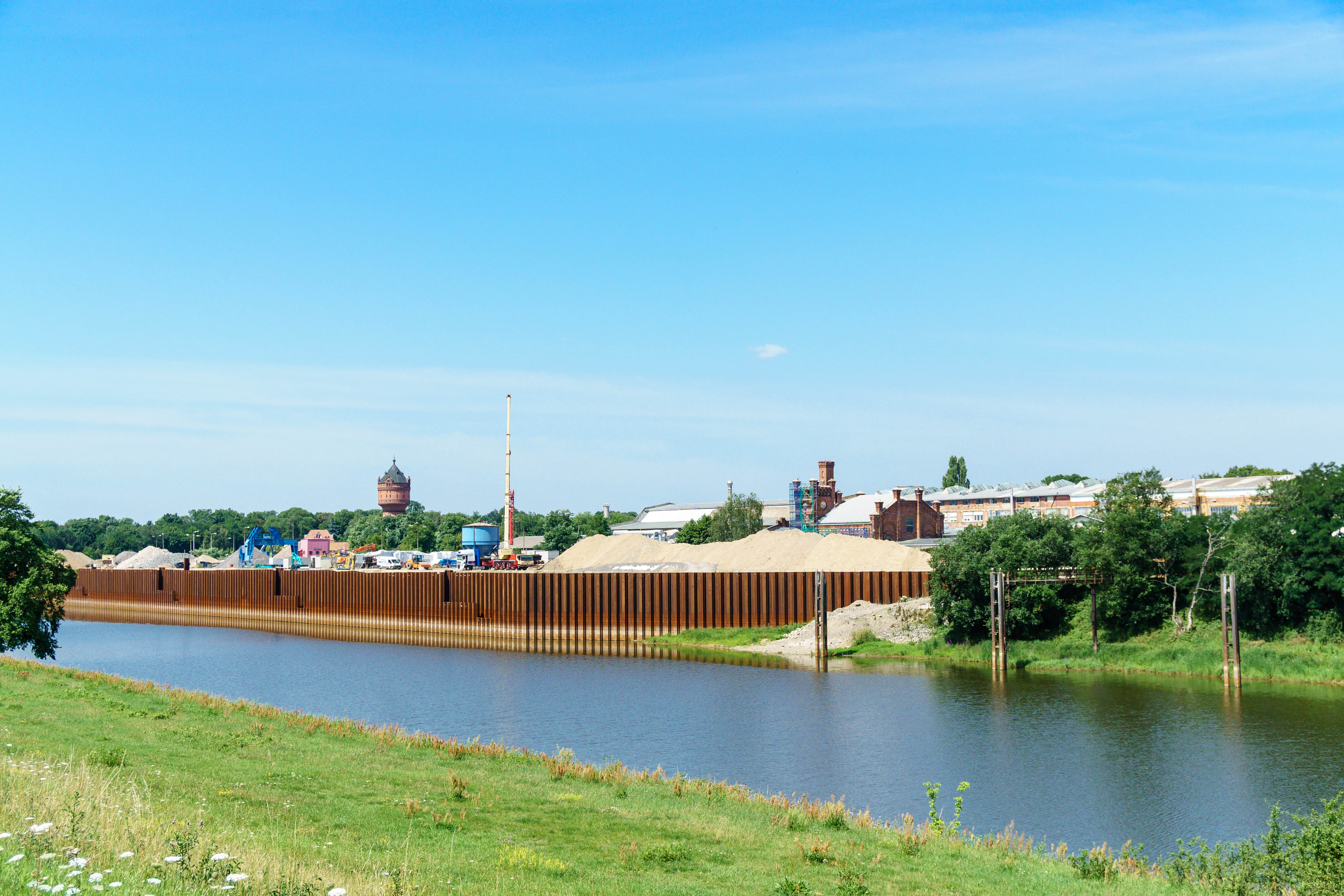
Neubau des Hafens (2017)

Es war vorgesehen, in Torgau 120.000 Tonnen pro Jahr umzuschlagen, was nicht erreicht wird. So hat im ganzen Jahr 2021 nur ein Schiff in Torgau angelegt.

## Geschichte
Im September 1893 beschloss der Stadtrat Torgau den Bau eines Verkehrshafens an der Elbe. Der Hafen Torgau ging 1898 in Betrieb. Er wurde 1969/70 umfassend ausgebaut. In den 1990er Jahren verlor der Hafen an Bedeutung.
Im Mai 2018 wurde der Hafen Torgau nach dreijähriger Bauzeit wiedereröffnet.

## Verkehr
Der Torgauer Hafen ist angebunden an die Bundesstraßen B87, B182 und B183.
Die 1897/98 von der Stadt Torgau gebaute Hafenbahn ist an das Schienennetz der DB Netz angebunden. Die Eisenbahnbrücke über den Schwarzen Graben steht unter Denkmalschutz und wurde 2018 erneuert und im Januar 2019 ging die Hafenbahn wieder in Betrieb.

## Dienstleistungen
Es stehen leistungsfähige Anlagen für den Umschlag von Stück-, Schütt- und Schwergütern sowie Containern mit einer Tragfähigkeit der Kräne bis 35 Tonnen zur Verfügung.